# Kuryella
Genre
Synonymes
- Paranaleptes Soares & Soares, 1947 nec Breuning, 1937

Kuryella est un genre d'opilions laniatores de la famille des Gonyleptidae.

## Distribution
Les espèces de ce genre sont endémiques du Paraná au Brésil.

## Liste des espèces
Selon World Catalogue of Opiliones (04/09/2021) :
- Kuryella melanoacantha (Soares & Soares, 1947)
- Kuryella xanthoacantha (Soares & Soares, 1947)

## Systématique et taxinomie
Ce genre a été renommé Kuryella par Özdikmen en 2006 car le nom Paranaleptes Goodnight & Goodnight, 1947 est préoccupé par Paranaleptes Breuning, 1937 dans les coléoptères.

## Étymologie
Ce genre est nommé en l'honneur d'Adriano Brilhante Kury.

## Publications originales
- Özdikmen, 2006 : « Nomenclatural changes for some Laniatores (Opiliones) genera: New substitute names and new combinations. » Munis Entomology & Zoology, vol. 1, no 1, p. 63–68 (texte intégral).
- Soares & Soares, 1947 : « Opiliões pertencentes à coleção Gert Hatschbach. » Papéis avulsos do Departamento de Zoologia, vol. 8, no 18, p. 209-230.